# Президентські вибори у США 2008
Ви́бори президе́нта США 2008 року — 56-ті вибори президента та віце-президента Сполучених Штатів Америки, відбулися 4 листопада 2008 р. У ході передвиборчої боротьби на виборах 2008 р. з'явилося декілька основних кандидатів. Від Демократичної партії США за посаду президента країни боровся сенатор Конгресу США від штату Іллінойс Барак Обама. Його суперником від Республіканської партії США виступав сенатор Конгресу США від штату Аризона Джон Маккейн. У виборах також брали участь кандидати від Лібертаріанської партії Боб Барр, від Конституційної партії Чак Болдвін та від Партії зелених Синтія Маккінні. Одним з претендентів на посаду був також незалежний кандидат Ральф Нейдер.
Вибори Президента США збіглися з виборами у Сенат США у 38 штатах та в Палату представників у всіх штатах країни. Списки виборців складатимуться частково на основі перепису населення США 2000 року. Переможці перегонів склали присягу президента та віцепрезидента США на церемонії інавгурації 20 січня 2009 р.
Вибори Президента США 2008 р. мають багато в чому історичне значення: вперше на найвищу посаду в країні балотувався чорношкірий кандидат Барак Обама. Його суперником у Демократичній партії була також перша жінка-претендент на посаду президента Гілларі Клінтон, однак у результаті внутрішньопартійної боротьби вона поступилася номінацією Бараку Обамі. Кандидат на посаду віцепрезидента США від Республіканської партії Сара Пейлін також перша жінка-кандидат на цю посаду. Її соратник по партії та кандидат на посаду президента Джон Маккейн є найстарішим претендентом в історії країни у віці 72 років.
За результатами голосування 4 листопада 2008 р. у виборах переміг кандидат від Демократичної партії Барак Обама, отримавши 349 голосів колегії виборців та 52 % голосів виборців країни. Таким чином, Барак Обама був обраний 44-им президентом США. Інавгурація новообраного президента країни відбулася 20 січня 2009 р.

## Кандидати
Основна увага американської публіки була зосереджена навколо виборів кандидатів у двох провідних партіях — Демократичній та Республіканській. Всередині обох партій відбувався окремий демократичний процес виборів кандидатів у т. зв. проміжних виборах «праймеріз». За результатами голосувань всередині партій визначилися кандидати від цих партій на президентських виборах.

### Кандидати від демократичної партії
| Кандидат        | Штат              | Кількість голосів | Кампанія                   |
| --------------- | ----------------- | ----------------- | -------------------------- |
| Барак Обама     | Іллінойс          | 2072              | отримав номінацію          |
| Гілларі Клінтон | Нью-Йорк          | 1916              | зняла кандидатуру 7 червня |
| Джон Едвардс    | Північна Кароліна | 13                | зняв кандидатуру 30 січня  |
| Джо Байден      | Делавер           | 0                 | зняв кандидатуру 3 січня   |
| Кріс Додд       | Коннектикут       | 0                 | зняв кандидатуру 3 січня   |
| Майк Гравел     | Аляска            | 0                 | зняв кандидатуру 3 квітня  |
| Денніс Кусинич  | Огайо             | 0                 | зняв кандидатуру 23 січня  |
| Білл Річардсон  | Нью-Мексико       | 0                 | зняв кандидатуру 10 січня  |

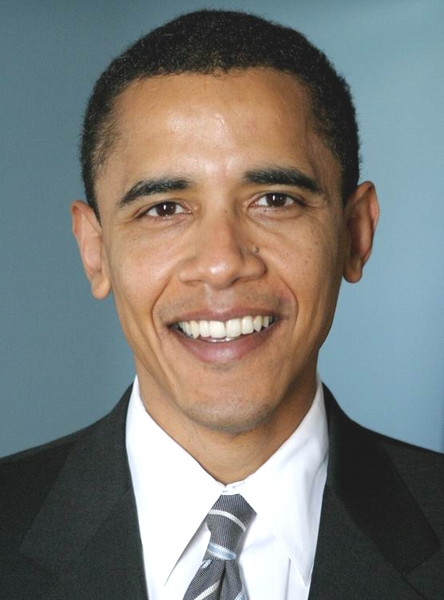
Кандидат на посаду Президента США від Демократичної партії Сенатор від штату Іллінойс Барак Обама
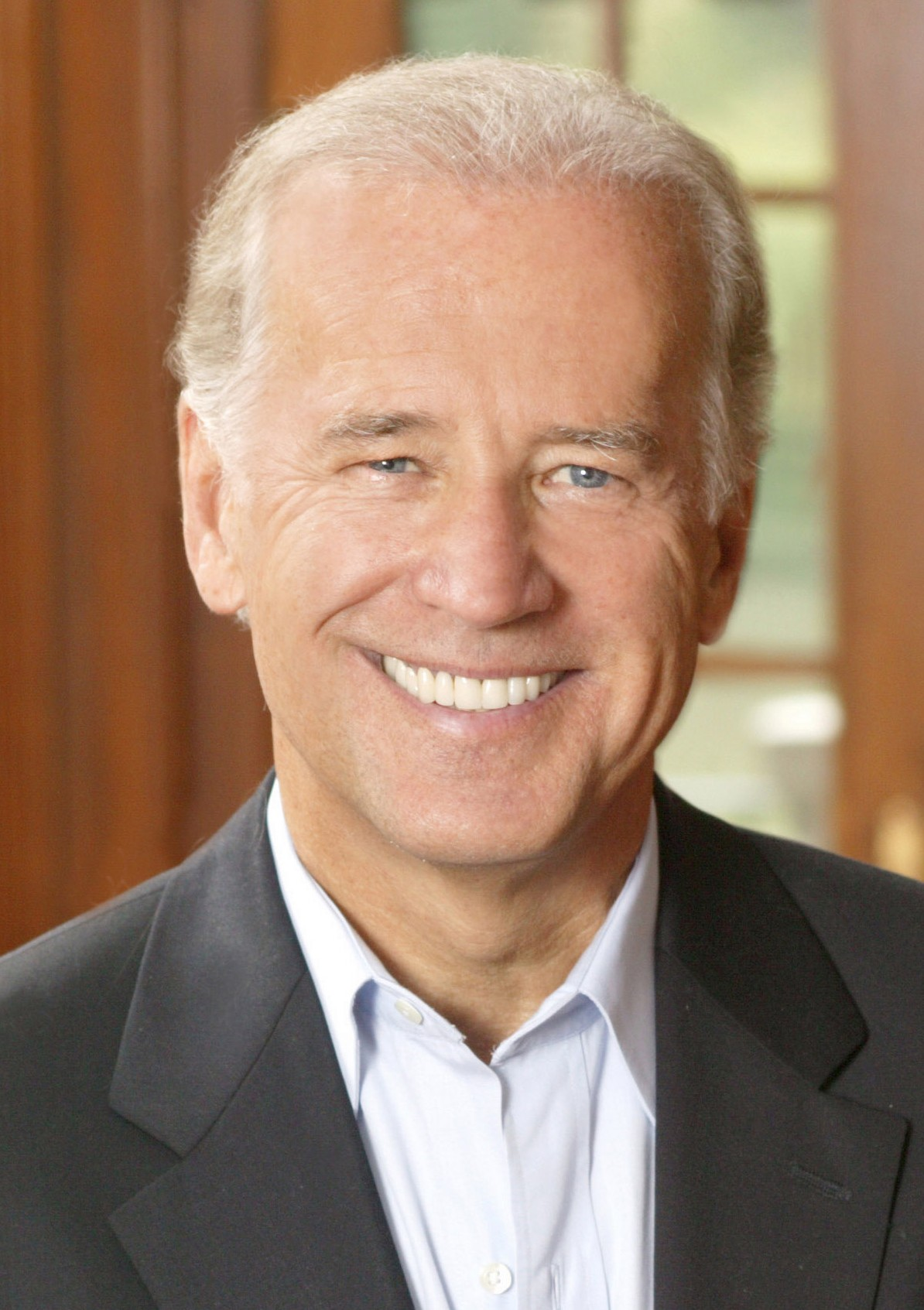
Кандидат на посаду Віце-президента США від Демократичної партії Сенатор від штату Делавер Джо Байден

### Кандидати від республіканської партії
| Кандидат      | Штат        | Кількість голосів | Кампанія                   |
| ------------- | ----------- | ----------------- | -------------------------- |
| Джон Маккейн  | Аризона     | 1517              | отримав номінацію          |
| Майк Хакабі   | Арканзас    | 275               | зняв кандидатуру 4 березня |
| Мітт Ромні    | Массачусетс | 255               | зняв кандидатуру 7 лютого  |
| Рон Пол       | Техас       | 35                | зняв кандидатуру 3 січня   |
| Фред Томпсон  | Теннессі    | 0                 | зняв кандидатуру 19 січня  |
| Данкен Хантер | Каліфорнія  | 0                 | зняв кандидатуру 19 січня  |
| Руді Джуліані | Нью-Йорк    | 0                 | зняв кандидатуру 30 січня  |

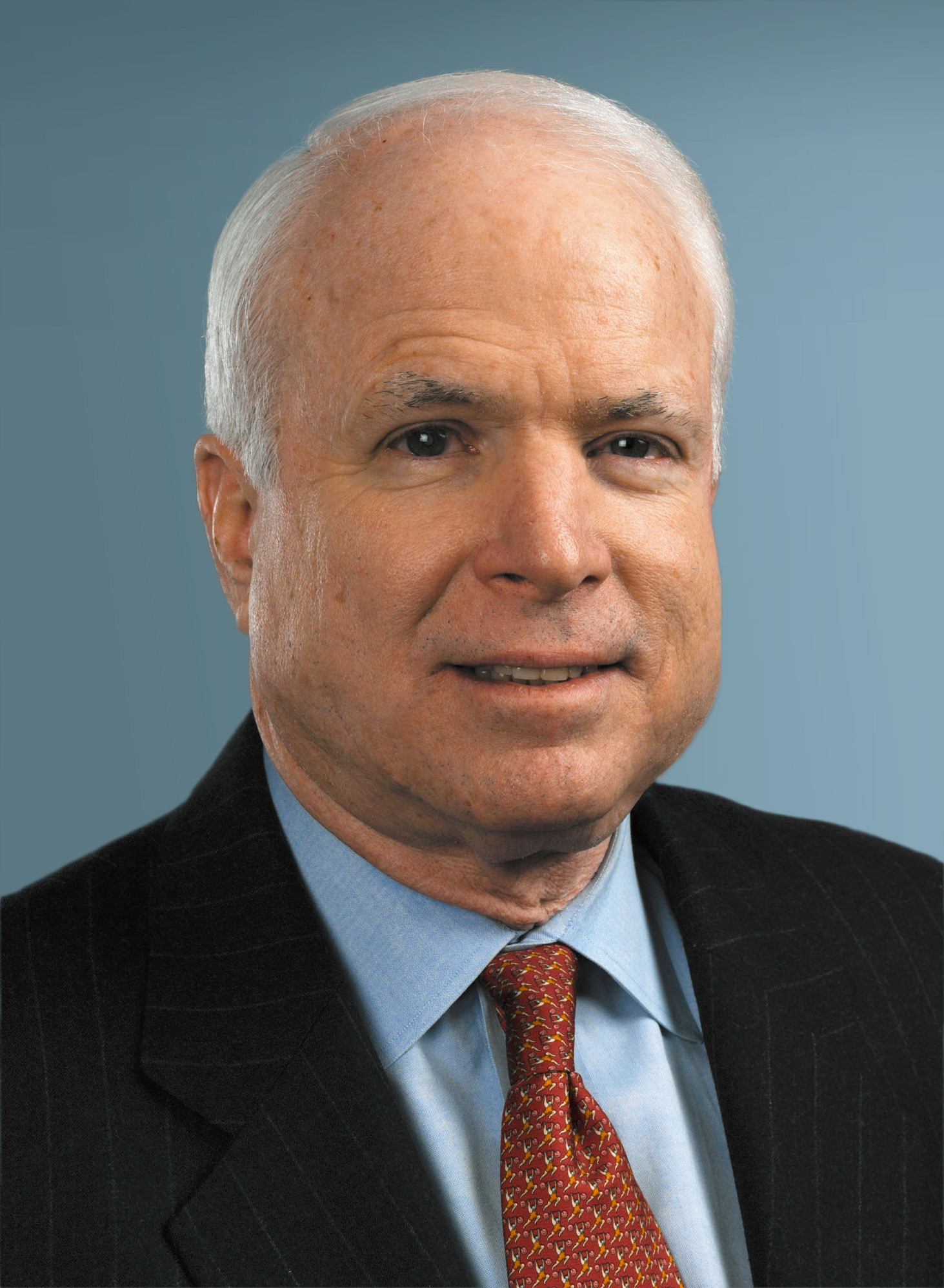
Кандидат на посаду Президента США від Республіканської партії Сенатор від штату Аризона Джон Маккейн
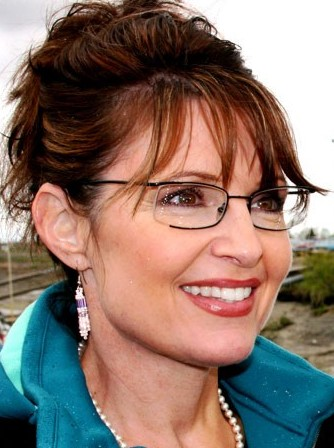
Кандидат на посаду Віце-президента США від Республіканської партії губернатор штату Аляска Сара Пейлін

## Передвиборча кампанія

Результати опитування від 15 жовтня 2008 р.:
>10% перевага Барака Обами
4%–10% перевага Барака Обами
1%–4% перевага Барака Обами
однакова кількість за обох кандидатів
1%–4% перевага Джона Маккейна
4%–10% перевага Джона Маккейна
>10% перевага Джона Маккейна

У рамках передвиборчої кампанії відбулося 4 дебати кандидатів на президентську посаду:
- 26 вересня 2008 р. відбулися перші дебати між Джоном Маккейном та Бараком Обамою, котрі проходили в Університеті Міссісіпі. Основною темою дискусії була зовнішня політика і питання національної безпеки.[1][2]
- 2 жовтня 2008 р. проводилися дебати між кандидатами на посаду віцепрезидента США Джо Байденом та Сарою Пейлін. Зустріч відбувалася у м. Сент-Луїс.
- 7 жовтня 2008 р. відбулися другі дебати між Джоном Маккейном та Бараком Обамою, котрі проходили у форматі зустрічі з виборцями, де кандидати відповідали на запитання з аудиторії. Основною темою дискусії стала економічна криза і питання економіки США.[3]
- 15 жовтня 2008 р. відбулися треті та останні дебати між кандидатами на посаду президента. Основною темою дебатів стала внутрішня політика країни та питання економіки.[4]

Передвиборча кампанія 2008 р. стала також однією з найкоштовніших за останні декілька років. За оцінкою спеціалістів вибори 2008 р., кошти реклами, організація з'їздів партій, партійних виборів та дебатів коштували обом партіям близько 1 мільярда доларів.

## Вибори та переможці
Голосування зареєстрованих виборців у всіх 50 штатах країни відбулося 4 листопада 2008 р., однак попередні голосування відбувалися у багатьох місцях. За результатами голосування переможцем був проголошений кандидат від Демократичної партії США Барак Обама. Він отримав 349 голосів колегії виборників, або 52 % голосів виборців країни і таким чином став першим чорношкірим президентом США.
| Кандидат     | Голоси колегії виборників | %    | Голоси виборців | %    |
| ------------ | ------------------------- | ---- | --------------- | ---- |
| Барак Обама  | 338                       | 62 % | 62 199 475      | 52 % |
| Джон Маккейн | 163                       | 30 % | 55 204 736      | 47 % |

15 грудня 2008 р. обрані члени колегії виборців на зборах у кожному штаті проголосували за кандидатури президента та віце-президента США. 8 січня 2009 р. пройшло остаточне офіційне підрахування голосів у обох палатах Конгресу США та проголошення результатів виборів. За результатами виборів 20 січня відбулася інавгурація новообраного Президента та віце-президента США.